# Eigigu

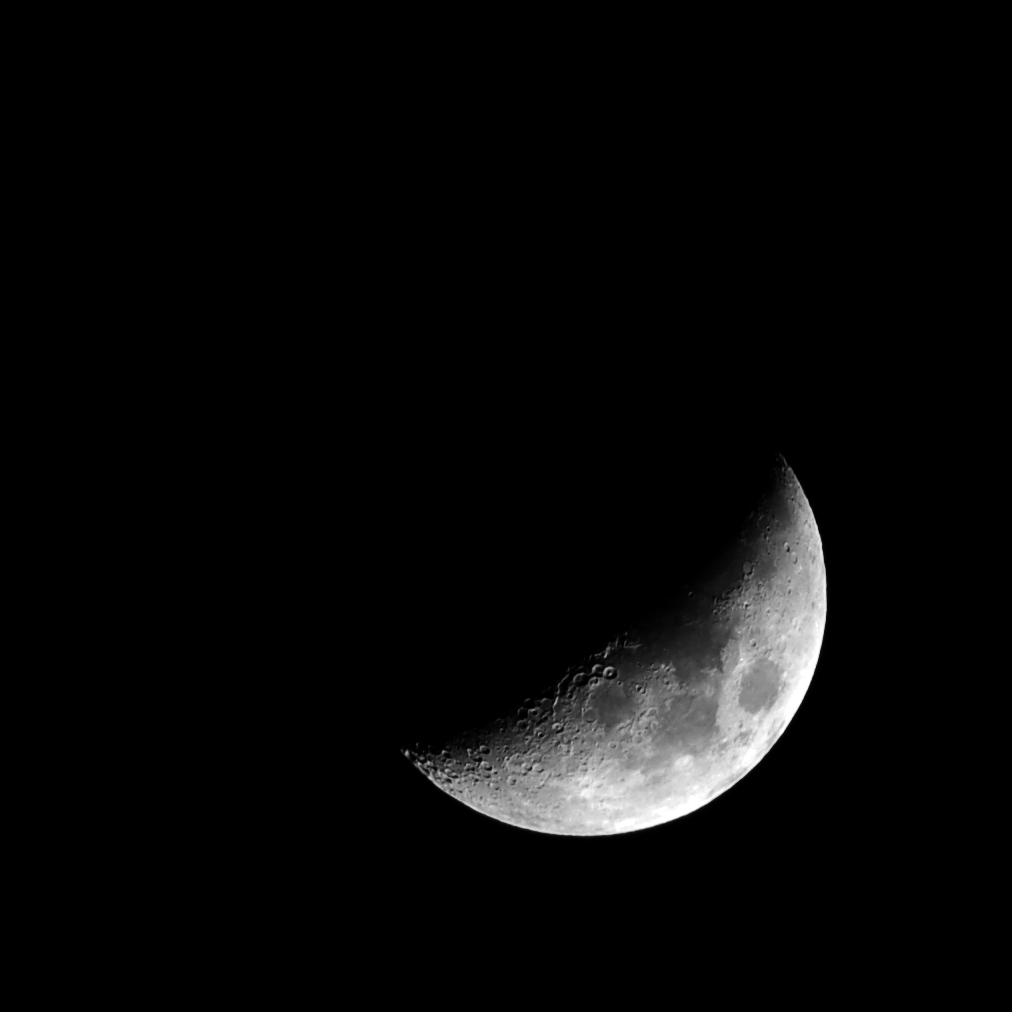
Un croissant de Lune dans lequel est censé être visible Eigigu.

Eigigu ou Eguigu est une jeune fille, personnage de la mythologie nauruane. Humaine étant montée dans le ciel, elle devient l'épouse de Maramen, la Lune, astre auquel elle est associée.

## Légende
Eigigu vit avec ses deux grandes sœurs, également appelés Eigigu, dans la maison de ses parents, Eigigu et Gadiya. Un jour, s'étant blessée à la jambe, elle va voir sa mère qui lui conseille d'aller sur la plage et d'y rester. Attristée, Eigigu s'y assoit à côté d'un petit arbre appelé Dogimadere à Nauru. Prenant pitié de l'arbre, elle l'arrose, lui permettant ainsi de grandir. Elle l'arrose de nouveau et il grandit jusqu'à atteindre le ciel et traverser les nuages.
Elle décide alors de grimper l'arbre mais au fur et à mesure qu'elle monte, les branches se cassent si bien qu'elle ne peut en redescendre. Les deux sœurs d'Eigigu remarquent alors leur petite sœur dans les branches, l'appellent et tentent de lui lancer une corde. La manœuvre échouant, Eigigu demande à ses deux sœurs d'aller trouver leur mère et de la prévenir qu'elle ne la reverrait peut-être plus jamais. Celles-ci s'exécutent avec tristesse mais la mère se demande s'il n'est néanmoins pas trop tard pour ramener sa fille.
Entre-temps, Eigigu continue à grimper dans l'arbre et arrive dans les nuages. À sa grande surprise, elle y trouve une maison habitée par Enibarara, une vieille femme aveugle. Celle-ci vient de boire une tasse de jus de palme et Eigigu en boit elle aussi. La vieille dame remarque alors sa présence et prévient qu'il ne faut pas boire le jus de palme réservé à son fils. Celle-ci attrape la main d'Eigigu au moment où elle se ressert une troisième tasse. Eigigu souffle alors sur les yeux d'Enibarara pour la guérir de sa cécité en échange de sa protection. Des fourmis, scarabées et autres petits insectes marchent alors sur les yeux d'Enibarara qui peut ainsi voir à nouveau. Comme promis, Ebibarara cache Eigigu dans une grande coquille de moule lorsque son fils Debao, le tonnerre, arrive. Ce dernier sent la présence d'Eigigu, ce que nie Ebibarara. Une forte chaleur annonce ensuite l'arrivée du second fils, Ekwan, le Soleil, suivi du dernier fils, Maramen, la Lune, qui lui aussi sent la présence de la jeune fille. Ebibarara, ne pouvant alors nier, admet à ses fils qu'Eigigu se trouve dans la maison mais elle propose à Maramen de la prendre pour épouse, trouvant qu'ils iraient bien ensemble. Le lendemain, Eigigu monte sur les genoux de Maramen et tous deux s'élèvent dans les nuages.
Les Nauruans affirment alors que, lors d'une nuit claire, on peut voir Eigigu assise sur le croissant de Lune comme si elle l'était sur un lit de palme de pandanus.

## Aujourd'hui
Une entreprise nauruane, appartenant à Jarden Kephas, s'appelle Eigigu Holdings Corporation et possède un supermarché, géré par Ellington Dowabobo, dans le district de Denigomodu. Cette entreprise est le principal client des pêcheurs de l'île car il n'y a pas de marché au poisson à Nauru.

## Référence
- (de) Cet article est partiellement ou en totalité issu de l’article de Wikipédia en allemand intitulé « Eigigu » (voir la liste des auteurs).